# 安徽建筑大学
安徽建筑大学（英语：Anhui Jianzhu University，缩写：AHJZU），简称安建大，是一所位于中华人民共和国安徽省合肥市的公立大学。始建于1958年，初为安徽省建筑厅干训班，随后在1960年改为安徽建筑工业学院，1961年部分专科挂靠安徽工学院。学校于1962年停办，部分师生转至合肥工业大学土木系。1963年，学校重建为安徽建筑工程学校，并在1971年改名为安徽省基建局技工学校。1977年，学校再次更名为安徽建筑工程学校。
1983年，学校并入合肥工业大学，成为其建筑分校。1986年，建筑分校独立为安徽建筑工业学院。2000年，学院的中专部分独立分离。2013年，安徽建筑工业学院更名为安徽建筑大学，完成了其历时55年的发展历程，成为一所具有独立办学能力的高等学府。
安徽建筑大学是安徽省唯一一所以土建类学科专业为特色的多科性大学，安徽省人民政府与住房和城乡建设部共建高校、教育部本科教学工作水平评估优秀院校、博士学位授予单位、国家“卓越工程师教育培养计划”实施高校、国家节约型公共机构示范单位、全国大学生社会实践先进单位、省人才工作先进单位、省优秀教学管理集体、省就业工作先进单位、省普通高校毕业生就业工作标兵单位、省高校后勤工作先进单位、安徽省文明单位。
截止2023年12月，安徽建筑大学设有13个学院，64个本科专业，涵盖工、管、理、艺、文、法、经七大学科门类。全日制本科生18600余人，研究生2400余人。

## 学校标识

### 校名
安徽建筑大学（Anhui Jianzhu University）。

### 校徽
主要元素
1.安徽建筑大学校名：使用郭沫若先生题字及书法集字（学校标准字）。
2.1958是安徽建筑大学的建校时间。
3.Anhui Jianzhu University 是校名的英文表述。
4.颜色使用学校标准色（建大蓝）。
5.图案主要有字母 “A”，南校区徽弘门，逗号，书本。
主要涵义
校徽图案以“安徽”的拼音词首字母“A”，和标志性徽派建筑校门——徽弘门作为构图基本元素，蕴含学校的地域特色，强化师生校友的情感认同。字母“A”呈现出厚积薄发的金字塔造型，也象征着学校自强不息、锐意进取的办学传统；打开的书本形象喻指“知识是人类进步的阶梯”，与“进德、弘毅、博学、善建”的校训互相印证；校徽图案中“逗号”融入了“太极鱼”意象，象征安建大人艰苦奋斗、学无止境、永不自满和为教育事业努力奋斗的精神风貌。

### 校训
“进德、弘毅、博学、善建”。
校训标准字采用启功书法集字。
主要涵义
1.进德，出自《周易》：“君子进德修业，忠信，所以进德也。”
2.弘毅，出自《论语》：“士不可以不弘毅，任重而道远。”
3.博学，出自《礼记》：“博学而不穷，笃行而不倦。”
4.善建，出自《道德经》：“善建者不拔，善抱者不脱。”
蕴涵建大人应内外兼修，成为品德高尚、意志坚强、学识广博，创新精神与实践能力兼备的高级应用型人才的寓意。

## 历史沿革
- 1958年，成立的安徽建筑工程学校。
- 1960年，经国务院批准成立安徽建筑工业学院。后因国民经济调整停止本科招生。
- 1977年，经安徽省人民政府批准以合肥工业大学建筑分校名义恢复招收本科生。
- 1986年，国务院批准复办安徽建筑工业学院。
- 1998年，通过教育部本科教学工作合格评价。
- 2004年，联合招收硕士研究生。
- 2006年，获得硕士学位授予权。
- 2008年，获得教育部本科教学工作水平评估“优秀”等次。
- 2009年，被列为省级博士学位授予权立项建设单位。
- 2012年，被列为国家“卓越工程师教育培养计划”实施高校。
- 2013年，经教育部批准更名为安徽建筑大学。
- 2014年，在安徽省进入第一批次本科招生（一本）招生。
- 2020年12月18日，经中华人民共和国教育部批准，原由安徽建筑大学管理的独立学院安徽建筑大学城市建设学院脱离该校管理，并转设为民办普通高等学校合肥城市学院，由安徽省长江教育投资有限责任公司全资持有[3]。

## 办学概况
截止2023年12月，安徽建筑大学共设有13个学院，64个本科专业，全日制本科生18600余人，研究生2400余人，专任教师1247人，其中硕士及以上学位教师1141人（其中具有博士学位教师598人），博士生导师44人，硕士生导师768人。拥有国家高等学校教学指导委员会委员6人，国家杰出青年科学基金获得者1人、教育部青年长江学者1人，国家级教学名师1人、全国优秀教师5人、全国模范教师2人、省级教学名师46人，国家级、省级教学团队26个，省级科技创新团队11个，教育部新世纪优秀人才、省学术与技术带头人、皖江学者特聘教授等地方性领军人才45人，享受国务院、安徽省政府特殊津贴13人。
安徽建筑大学共有1个土木工程博士后流动站、1个土木工程一级学科博士学位授权点、12个一级学科硕士学位授权点、14个专业学位授权类别、8个省级重点学科、3个安徽省高峰学科，2个高峰培育学科，工程学学科、化学学科进入ESI全球排名前1%。拥有1个国家级工程实验室、13个省级重点实验室、 33个国家级、省部级工程（技术）研究中心（研究院）、4个省部级国际交流与合作基地、2个安徽省高校智库。图书馆现有纸质图书184.6万册，拥有电子期刊累计23.25万册，学位论文1007.3万册。
- 院系专业

| 序号 | 所属单位           | 专业设置时间 | 专业代码 | 专业名称                   | 校区 | 类别   |
| 1    | 土木工程学院       | 1977         | 081001   | 土木工程                   | 南区 | 工学   |
| 2    | 土木工程学院       | 2005         | 082901   | 安全工程                   | 南区 | 工学   |
| 3    | 土木工程学院       | 2005         | 081402   | 勘查技术与工程             | 南区 | 工学   |
| 4    | 土木工程学院       | 2006         | 081201   | 测绘工程                   | 南区 | 工学   |
| 5    | 土木工程学院       | 2009         | 081006T  | 道路桥梁与渡河工程         | 南区 | 工学   |
| 6    | 土木工程学院       | 2009         | 081802   | 交通工程                   | 南区 | 工学   |
| 7    | 土木工程学院       | 2009         | 081401   | 地质工程                   | 南区 | 工学   |
| 8    | 土木工程学院       | 2013         | 081005T  | 城市地下空间工程           | 南区 | 工学   |
| 9    | 土木工程学院       | 2021         | 081101   | 水利水电工程               | 南区 | 工学   |
| 10   | 土木工程学院       | 2022         | 081008T  | 智能建造                   | 南区 | 工学   |
| 11   | 建筑与规划学院     | 1983         | 082801   | 建筑学                     | 南区 | 工学   |
| 12   | 建筑与规划学院     | 1983         | 082802   | 城乡规划                   | 南区 | 工学   |
| 13   | 建筑与规划学院     | 2007         | 082803   | 风景园林                   | 南区 | 工学   |
| 14   | 环境与能源工程学院 | 1984         | 081003   | 给排水科学与工程           | 南区 | 工学   |
| 15   | 环境与能源工程学院 | 2000         | 081002   | 建筑环境与能源应用工程     | 南区 | 工学   |
| 16   | 环境与能源工程学院 | 2001         | 082502   | 环境工程                   | 南区 | 工学   |
| 17   | 环境与能源工程学院 | 2003         | 070503   | 人文地理与城乡规划（停招） | 南区 | 理学   |
| 18   | 环境与能源工程学院 | 2007         | 070504   | 地理信息科学               | 南区 | 理学   |
| 19   | 环境与能源工程学院 | 2010         | 080501   | 能源与动力工程             | 南区 | 工学   |
| 20   | 环境与能源工程学院 | 2014         | 082504   | 环境生态工程               | 南区 | 工学   |
| 21   | 环境与能源工程学院 | 2021         | 083102K  | 消防工程                   | 南区 | 工学   |
| 22   | 经济与管理学院     | 1995         | 120201K  | 工商管理（停招）           | /    | 管理学 |
| 23   | 经济与管理学院     | 2000         | 120103   | 工程管理                   | 北区 | 管理学 |
| 24   | 经济与管理学院     | 2002         | 120204   | 财务管理                   | 北区 | 管理学 |
| 25   | 经济与管理学院     | 2004         | 120202   | 市场营销（停招）           | /    | 管理学 |
| 26   | 经济与管理学院     | 2005         | 120203K  | 会计学                     | 北区 | 管理学 |
| 27   | 经济与管理学院     | 2009         | 120104   | 房地产开发与管理           | 北区 | 管理学 |
| 28   | 经济与管理学院     | 2010         | 020101   | 经济学                     | 北区 | 经济学 |
| 29   | 经济与管理学院     | 2013         | 120105   | 工程造价                   | 北区 | 管理学 |
| 30   | 经济与管理学院     | 2015         | 020302   | 金融工程                   | 北区 | 经济学 |
| 31   | 经济与管理学院     | 2015         | 120208   | 资产评估                   | 北区 | 管理学 |
| 32   | 电子与信息工程学院 | 1993         | 080701   | 电子信息工程               | 南区 | 工学   |
| 33   | 电子与信息工程学院 | 2000         | 080901   | 计算机科学与技术           | 南区 | 工学   |
| 34   | 电子与信息工程学院 | 2005         | 080703   | 通信工程                   | 南区 | 工学   |
| 35   | 电子与信息工程学院 | 2006         | 081004   | 建筑电气与智能化           | 南区 | 工学   |
| 36   | 电子与信息工程学院 | 2006         | 080903   | 网络工程                   | 南区 | 工学   |
| 37   | 电子与信息工程学院 | 2007         | 080702   | 电子科学与技术             | 南区 | 工学   |
| 38   | 电子与信息工程学院 | 2013         | 080905   | 物联网工程                 | 南区 | 工学   |
| 39   | 材料与化学工程学院 | 1993         | 080406   | 无机非金属材料工程         | 南区 | 工学   |
| 40   | 材料与化学工程学院 | 2001         | 080407   | 高分子材料与工程           | 南区 | 工学   |
| 41   | 材料与化学工程学院 | 2004         | 070302   | 应用化学                   | 南区 | 理学   |
| 42   | 材料与化学工程学院 | 2006         | 081301   | 化学工程与工艺             | 南区 | 工学   |
| 43   | 材料与化学工程学院 | 2016         | 080405   | 金属材料工程               | 南区 | 工学   |
| 44   | 材料与化学工程学院 | 2022         | 080414T  | 新能源材料与器件           | 南区 | 工学   |
| 45   | 数理学院           | 2001         | 070102   | 信息与计算科学             | 南区 | 理学   |
| 46   | 数理学院           | 2004         | 070202   | 应用物理学                 | 南区 | 理学   |
| 47   | 数理学院           | 2010         | 071201   | 统计学                     | 南区 | 理学   |
| 48   | 数理学院           | 2011         | 070204T  | 声学                       | 南区 | 理学   |
| 49   | 数理学院           | 2021         | 070104T  | 数据计算及应用             | 南区 | 理学   |
| 50   | 外国语学院         | 2002         | 050201   | 英语                       | 南区 | 文学   |
| 51   | 艺术学院           | 1991         | 130503   | 环境设计                   | 南区 | 艺术学 |
| 52   | 艺术学院           | 1991         | 130502   | 视觉传达设计               | 南区 | 艺术学 |
| 53   | 艺术学院           | 2005         | 130310   | 动画                       | 南区 | 艺术学 |
| 54   | 艺术学院           | 2017         | 130506   | 公共艺术                   | 南区 | 艺术学 |
| 55   | 机械与电气工程学院 | 2003         | 080601   | 电气工程及其自动化         | 南区 | 工学   |
| 56   | 机械与电气工程学院 | 2004         | 080202   | 机械设计制造及其自动化     | 南区 | 工学   |
| 57   | 机械与电气工程学院 | 2005         | 080801   | 自动化                     | 南区 | 工学   |
| 58   | 机械与电气工程学院 | 2008         | 080205   | 工业设计                   | 南区 | 工学   |
| 59   | 机械与电气工程学院 | 2008         | 080301   | 测控技术与仪器             | 南区 | 工学   |
| 60   | 机械与电气工程学院 | 2010         | 080206   | 过程装备与控制工程         | 南区 | 工学   |
| 61   | 机械与电气工程学院 | 2014         | 080204   | 机械电子工程               | 南区 | 工学   |
| 62   | 公共管理学院       | 2004         | 030101K  | 法学                       | 南区 | 法学   |
| 63   | 公共管理学院       | 2005         | 120206   | 人力资源管理               | 北区 | 管理学 |
| 64   | 公共管理学院       | 2007         | 120403   | 劳动与社会保障             | 北区 | 管理学 |
| 65   | 公共管理学院       | 2011         | 120404   | 土地资源管理               | 北区 | 管理学 |
| 66   | 公共管理学院       | 2017         | 120405   | 城市管理                   | 北区 | 管理学 |
| 67   | 公共管理学院       | 2022         | 120111T  | 应急管理                   | 北区 | 管理学 |